# Santa Maria (Isabela)
Santa Maria (Filipino: Bayan ng Quirino) ist eine philippinische Stadtgemeinde in der Provinz Isabela, Verwaltungsregion II, Cagayan Valley. Sie hat 25.382 Einwohner (Zensus 1. August 2015), die in 20 Barangays lebten. Sie wird als Gemeinde der vierten Einkommensklasse auf den Philippinen und als teilweise urbanisiert eingestuft.
Santa Maria liegt im äußersten Norden der Provinz. Die Gemeinde liegt in der Ebene des Cagayan und 448 km nördlich von Manila. Sie ist über den Marhalika Highway erreichbar. Ihre Nachbargemeinden sind Rizal im Westen, Cabagan im Süden, San Pablo im Osten, Enrile im Norden.

## Baranggays
| - Bangad - Buenavista - Calamagui East - Calamagui North - Calamagui West - Divisoria - Lingaling - Mozzozzin North - Mozzozzin Sur - Naganacan | - Poblacion 1 - Poblacion 2 - Poblacion 3 - Quinagabian - San Antonio - San Isidro East - San Isidro West - San Rafael East - San Rafael West - Villabuena |

## Weblink
- Informationen der Philippine Statistics Authority über Santa Maria